# ۹۱۶ (قمری)
۹۱۶ (قمری)، نهصد و شانزدهمین سال در گاهشماری هجری قمری است. اوّل محرم این سال برابر با بیستم آوریل سال ۱۵۱۰ میلادی است.

## درگذشتگان
- ۱۳ رمضان - جلال‌الدین بن هبةالله،قاضی، فقیه و شاعر شامی.